# Fanta Damba
Fanta Damba (Segú, 1938) es una yelí (o griot: bardo, poeta y narrador callejero) y cantante maliense.
Fue la primera diva de Malí después de que Malí se independizó del Imperio francés.
En su país es considerada «Una de las grandes voces bambaras del siglo XX»,
y es conocida bajo el apelativo de La Grande Vedette Malienne (‘la gran personalidad de Malí’).

## Biografía
Nació en 1938 en la pequeña ciudad de Segú, en el centro-suroeste del Sudán francés (colonia del Imperio francés entre 1879 y 1960), a 237 km al este de Bamako (capital de Malí), en el seno de una reconocida familia de yelís (o griots: bardos, poetas y narradores callejeros), en la cultura mandinga (y dentro de ella de los bambara). Sus dos padres eran músicos.
Hizo su debut en el Ensamble Instrumental Nacional de Malí.
Empezó a cantar a los siete años de edad,
en una escuela yalí dirigida por el griot principal de la región.
A los 16 años su nombre era ya muy conocido en las ciudades y villas de su región.
El 24 de noviembre de 1958, su país se declaró República Sudanesa, dentro todavía de la Comunidad Francesa. Se independizó completamente en septiembre de 1960.
En los años sesenta, Fanta Damba empezó a realizar grabaciones gracias a la ayuda de Radio Malí, y se hizo muy famosa en todo Malí.
En esa época ya se la consideraba la primera diva de Malí después de la independencia.
En 1970, la empresa discográfica Bärenreiter-Musicaphon lanzó en Alemania un álbum de canciones de Fanta Damba.
En 1975 ―a los 37 años―, Damba fue la primera yalimusolu (griot, poeta cantante) en recorrer Europa como una solista acompañada por
un kora (una especie de gran laúd con caja de calabaza),
un ngoni (una especie de laúd de calabaza, con sonido metálico), y
una guitarra acústica occidental.
Realizó una intensa gira por Europa que la reveló en los escenarios. Se conservan algunos videos en YouTube.
Junto a Mokontafe Sacko, fue una de las primeras griottes de Malí en ser reconocida a nivel internacional.
A menudo se hacía acompañar por sus dos hijas.
En 1985 ―a los 47 años de edad― se retiró como intérprete.
En 2002 se publicó un recopilatorio de sus obras, en tres volúmenes.
Ha sido inspiración para artistas como
Youssou N'Dour,
la yelí Ami Koita (que, como Fanta Damba, también comenzó cantando con el Ensamble Instrumental Nacional de Malí),
el cantante Rokia Traoré y
Mory Kanté,
Su sobrina Mah Damba o Mah Sissoko (n. 1965) ―también yalí (‘cantante narradora’)― es una de las cantantes más importantes de Malí.
Es hija del ilustre yalí Djeli Baba Sissoko (cuñado de Fanta Damba, fallecido en 2001).

Cantar no es ngaraia. Porque las mujeres no van a la guerra. Los hombres van a la guerra. Cuando vuelven, cuentan cosas. Tú puedes aprender esas cosas, pero ellos realmente estuvieron presentes, las vieron con sus propios ojos. Donde ocurren las heridas... las mujeres no están allí.
Fanta Damba, entrevista en 1996

## Discografía
Se han publicado unos quince álbumes de Fanta Damba:
- 1970: Première anthologie de la Musique malienne, vol. 6. La tradition épique.[8][14]
- 1975: La Grande Vedette Malienne accompagnee a la cora par Batourou Sékou Kouyate (primer álbum solista),[8] por la empresa discográfica Songhoï Records (SON 8201).[15]
- 1975: Fanta Damba – Accompagnée a la cora par Batourou Sekou Kouyate, por la empresa discográfica Songhoï Records (SON 8202).[16]

- 1975: Hamet.
- 1975: Ousmane Camara.
- 1976: Fanta Damba accompagnee a la cora par Batourou Sekou Kouyate, por la empresa discográfica Songhoï Records (SON 8205).[17]

- 1977: Sékou Semega; Songhoï Records.[18]
- 1980: Bahamadou Simogo; Celluloid (CEL 6637).[13]
- 1981: Fanta Damba; Sonodisc.[13]
- 1982: Fanta Damba; Sako Production (SP 005).[13]
- 1983: Fanta Damba; Sako Production (SP 1002).[13]
- 1985: Fanta Damba; Disques Esperance (ESP 7518).[13]
- 2002: Fanta Damba du Mali vol. 1; Bolibana.[13]
- 2002: Fanta Damba du Mali vol. 2; Bolibana (BIP 331).[13]
- 2002: Fanta Damba du Mali vol. 3; Bolibana.[13]